# Il'ja Ponomarëv
Il'ja Vladimirovič Ponomarëv (in russo Илья́ Влади́мирович Пономарёв, traslitterato all'inglese come Ilya Vladimirovich Ponomarev; Mosca, 6 agosto 1975) è un politico russo naturalizzato ucraino, ex deputato della Duma di Stato per Russia Giusta e imprenditore nel settore tecnologico, nonché capo politico dell'unità militare Legione "Libertà alla Russia". È relatore permanente del Forum delle Nazioni Libere della Post-Russia, e un membro del Forum Russia Libera che ha tra i principali promotori Garry Kasparov, e del Congresso dei Deputati del Popolo. Ponomarëv ha affermato di essere in contatto con gruppi di resistenza armata sul suolo russo come l'Esercito Nazionale Repubblicano che secondo lui sarebbe responsabile dell'omicidio di Dar'ja Dugina e sostiene la necessità della lotta armata contro il regime di Putin tramite atti di sabotaggio.
Il 20 marzo 2014 è stato l'unico membro della Duma a votare contro la ratifica dell'annessione della Crimea alla Federazione Russa dopo l'invasione dell'Ucraina. In esilio dal 2014, vive dal 2016 a Kiev, in Ucraina, nel 2019 ha ottenuto la cittadinanza ucraina, mentre nel 2022 il suo nome è stato inserito dal Ministero della giustizia della Russia all'elenco delle persone considerate "agenti stranieri", mentre nel 2023 nella lista di "estremisti e terroristi" in cui si trovano molti oppositori del regime.

## Biografia
Nato a Mosca, ha conseguito una laurea in Fisica presso l'Università statale di Mosca e un Master in Pubblica amministrazione presso l'Università Sociale Statale Russa. Ha iniziato la carriera all'età di 14 anni presso l'Istituto per la Sicurezza Nucleare (IBRAE), Accademia russa delle scienze. Ponomarëv è stato uno dei fondatori di due start-up di successo nel settore alta tecnologia in Russia, la prima (RussProfi) quando aveva sedici anni.
Nel 1995 e nel 1996, Ponomarëv ha agito come rappresentante della società di software di rete Banyan Systemsin Russia, creando una delle più grandi reti distribuite in Russia per l'ormai defunta compagnia petrolifera Jukos di Mikhail Khodorkovsky. Dopo aver lavorato presso Schlumberger e Jukos alla fine degli anni '90, è diventato un imprenditore tecnologico di successo. Dal 2002 al 2007, Ponomarëv è stato il capo dell'informazione del Partito Comunista della Federazione Russa.
Ponomarëv ha ricoperto il ruolo di vicepresidente presso la Yukos Oil Company, all'epoca la più grande società petrolifera e del gas russa. Le funzioni di Ponomarëv durante quei quattro anni includevano quelle di CIO aziendale e amministratore delegato della società controllata di Jukos ARRAVA IMC, specializzata in tecnologie e servizi avanzati per i giacimenti petroliferi.
Ponomarëv in seguito fondò la Siberian Internet Company, che fu l'origine di importanti progetti Internet in Russia come Gazeta.ru. Ha anche lavorato come Direttore per lo sviluppo aziendale e la mercatistica per Schlumberger Oilfield Services e vicepresidente per la strategia, lo sviluppo regionale e le relazioni con il governo presso IBS, che all'epoca era la più grande società russa di integrazione di sistemi e consulenza software.
Dal 2006 al 2007, Ponomarëv è stato coordinatore nazionale per "l'unità operativa dei parchi ad alta tecnologia", un progetto pubblico-privato da 6 miliardi di dollari per sviluppare una rete di piccole comunità in tutto il paese per promuovere l'innovazione e le attività di ricerca e sviluppo.

### Elezione alla Duma di Stato
Nel dicembre 2007, dopo essere passato a Russia Giusta, Ponomarëv è stato eletto alla Duma di Stato in rappresentanza di Novosibirsk. Alla Duma, Ponomarëv ha presieduto la sottocommissione per l'innovazione e il capitale di rischio della commissione per lo sviluppo economico e l'imprenditorialità e la sottocommissione per lo sviluppo tecnologico della commissione per le tecnologie dell'informazione e delle comunicazioni. Ha introdotto e assicurato il passaggio della legalizzazione delle società a responsabilità limitata in Russia, il Net Businesses Act e le agevolazioni fiscali per le società tecnologiche.
Rieletto alle elezioni del 2011, è stato tra gli organizzatori delle proteste in Russia del 2011-2013 contro il governo di Vladimir Putin. Nel settembre 2012 è stato censurato dal parlamento (con divieto di prendere parola per un mese) per aver chiamato i membri di Russia Unita, il partito di Putin, "ladri e truffatori".
Il 20 marzo 2014 è stato l'unico deputato della Duma a votare contro la ratifica del trattato di adesione della Crimea alla Russia. In seguito al suo voto, alcuni parlamentari hanno chiesto la sua rimozione dal parlamento perché avrebbe votato in maniera "contraria agli interessi dello Stato". Il 7 aprile 2015 la Duma gli ha revocato l'immunità parlamentare. Nei suoi confronti è stata aperta anche un'inchiesta da parte della procura per appropriazione indebita di finanziamenti pubblici.

### Opposizione a Putin

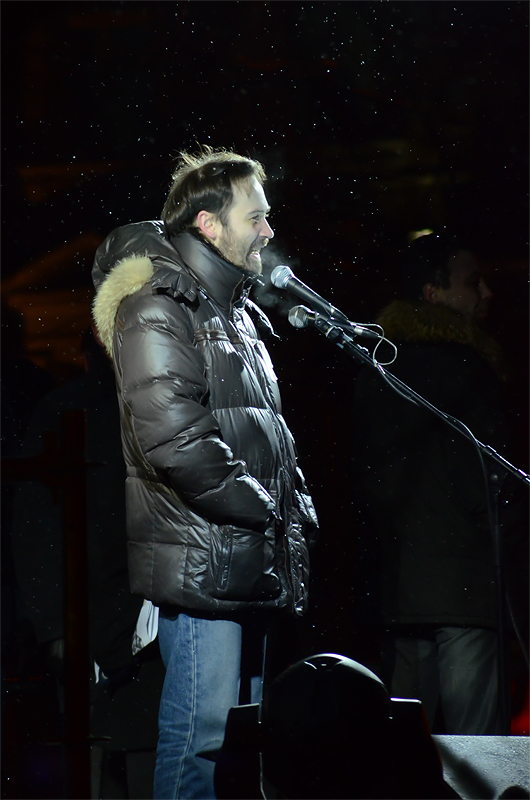
Ponomarëv nel marzo 2012

Nel 2012, Ponomarëv e il collega Dmitrij Gudkov hanno assunto un ruolo di leadership nelle proteste di piazza contro il governo di Putin. Dopo le elezioni presidenziali del 4 marzo, in cui Putin è stato eletto per il suo terzo mandato come presidente, Ponomarëv ha accusato il governo di aver truccato le elezioni, sostenendo che avrebbero dovuto essere abbastanza vicine per un ballottaggio. A maggio, Ponomarëv ha criticato la decisione di Putin di mantenere Igor' Šuvalov nel suo gabinetto nonostante uno scandalo di corruzione. Il mese successivo, Ponomarëv e Gudkov guidarono un ostruzionismo contro un disegno di legge della Russia Unita di Putin, partito che ha consentito di infliggere grandi multe ai manifestanti antigovernativi; sebbene l'ostruzionismo non abbia avuto successo, l'azione ha attirato un'attenzione diffusa. Successivamente, Ponomarëv si è unito ad altri leader politici in una vittoriosa sfida alla legislazione davanti alla Corte Costituzionale, ribaltando alcune delle sue disposizioni.
Nel giugno 2012, Ponomarëv ha tenuto un discorso alla Duma in cui ha chiamato i membri della Russia Unita "truffatori e ladri", frase usata originariamente dall'attivista anticorruzione Aleksej Naval'nyj. Nel settembre dello stesso anno, i membri della Duma votarono per censurare Ponomarëv e impedirgli di parlare per un mese. I membri di Russia Unita hanno anche proposto di accusarlo per diffamazione.
A luglio, ha fortemente criticato la risposta del governo alla diffusa inondazione nella Russia meridionale di Krymsk, che ha provocato la morte di 172 persone. Insieme a molti altri attivisti civili, tra cui Alëna Popova, Mitja Aleškovskij, Danila Lindele e Marija Baronova, ha organizzato una campagna di raccolta fondi a livello nazionale che ha prodotto quasi un milione di dollari in piccole donazioni per aiutare le vittime delle inondazioni.
Nel dicembre 2012, Ponomarëv è stato il critico più accanito della legge Dima Jakovlev, che limitava l'adozione internazionale di orfani russi (era l'unico parlamentare a votare contro il disegno di legge in prima lettura e uno dei soli otto oppositori durante la lettura finale). Nel 2013 Ponomarëv è stato l'unico parlamentare a rifiutarsi di sostenere la legge sulla propaganda gay. Il 20 marzo 2014 Ponomarëv è stato l'unico membro della Duma a votare contro l'annessione della Crimea alla Russia.
In seguito a un'accusa di appropriazione indebita, Ponomarëv si è trasferito in Ucraina nel 2016, dove il presidente Petro Poroshenko ha rifiutato la sua estradizione in Russia e gli ha concesso un permesso di soggiorno e poi la cittadinanza ucraina.

## Opere
- con Grergg Stebben, Does Putin Have to Die? The Story of How Russia Becomes a Democracy After Losing to Ukraine, New York City, Skyhorse Publishing, 2022 ISBN 978 1510775909